# 1932. évi nyári olimpiai játékok
Az 1932. évi nyári olimpiai játékokat, hivatalos nevén a X. nyári olimpiai játékokat 1932. július 30. és augusztus 14. között rendezték meg Los Angelesben (Kalifornia állam, Egyesült Államok). A játékok megrendezésére más város nem pályázott.
A részt vevő nemzetek és sportolók száma a nagy gazdasági világválság hatására az előző, 1928. évi nyári olimpiai játékokhoz képest kevesebb volt, harminchét országot összesen 1332 sportoló képviselt.  A rendezés és a létesítmények színvonala a kedvezőtlen gazdasági körülmények ellenére minden előző olimpiát felülmúlt.

## Érdekességek
- 100 ezer néző befogadására alkalmas stadionban nagy érdeklődés közepette zajlottak a versenyek.
- Los Angeles elhódította Párizstól a csúcsok olimpiája címet. Atlétikában és úszásban összesen harmincöt olimpiai rekord dőlt meg, a világcsúcsok száma 18.
- Carl Westergren Los Angelesben szerezte harmadik olimpiai aranyérmét. A svéd birkózó 1920-ban, Antwerpenben és 1924-ben Párizsban is olimpiai bajnok lett, aranyérmeit azonban minden esetben más-más súlycsoportban nyerte.
- A 19 éves Mildred "Babe" Dikrikson elképesztő sokoldalúságról tett bizonyságot: megnyerte a 80 méteres gátfutást és a gerelyhajítást, második lett magasugrásban. Remekül kosarazott, profi szinten baseballozott, és golfban háromszoros (1948, 1950, 1954) US Open győztes.
- A magyar csapat – 1.–6. helyezések száma alapján számított – olimpiai pontszáma ezen az olimpián haladta meg először a százat. Magyarország az aranyérmek és az összes érmek számát tekintve is jobban szerepelt, mint az ezt megelőző olimpiákon.
- Az USA-ban az amerikai futballért rajonganak a nézők, a FIFA és a szervező bizottság megállapodott abban, hogy "érdektelenség" miatt nem rendezik meg a labdarúgó tornát.
- Egy német testvérpár Franz és Anton Schmid a Matterhorn északi megmászásáért külön olimpiai aranyérmet kapott.

## Részt vevő nemzetek
A Kínai Köztársaság és Kolumbia először vett részt az olimpiai játékokon.
- Argentína (ARG) (33 – 33 férfi)
- Ausztrália (AUS) (13 – 9 férfi, 4 nő)
- Ausztria (AUT) (19 – 19 férfi)
- Belgium (BEL) (36 – 29 férfi, 7 nő)
- Brazília (BRA) (59 – 58 férfi, 1 nő)
- Csehszlovákia (TCH) (25 – 23 férfi, 2 nő)
- Dánia (DEN) (43 – 35 férfi, 8 nő)
- Dél-afrikai Unió (RSA) (12 – 10 férfi, 2 nő)
- Egyesült Államok (USA) (474 – 400 férfi, 74 nő)
- Észtország (EST) (2 – 2 férfi)
- Finnország (FIN) (40 – 40 férfi)
- Franciaország (FRA) (103 – 97 férfi, 6 nő)
- Fülöp-szigetek (PHI) (8 – 8 férfi)
- Görögország (GRE) (10 – 10 férfi)
- Haiti (HAI) (3 – 3 férfi)
- Hollandia (NED) (45 – 31 férfi, 14 nő)
- India (IND) (19 – 19 férfi)
- Írország (IRL) (16 – 14 férfi, 2 nő)
- Japán (JPN) (157 – 140 férfi, 17 nő)
- Jugoszlávia (YUG) (1 – 1 férfi)
- Kanada (CAN) (102 – 85 férfi, 17 nő)
- Kínai Köztársaság (ROC) (1 – 1 férfi)
- Kolumbia (COL) (2 – 2 férfi)
- Lengyelország (POL) (51 – 42 férfi, 9 nő)
- Lettország (LAT) (5 – 5 férfi)
- Magyarország (HUN) (54 – 52 férfi, 2 nő)
- Mexikó (MEX) (73 – 71 férfi, 2 nő)
- Nagy-Britannia (GBR) (108 – 90 férfi, 18 nő)
- Németország (GER) (143 – 134 férfi, 9 nő)
- Norvégia (NOR) (7 – 6 férfi, 1 nő)
- Olaszország (ITA) (112 – 112 férfi)
- Portugália (POR) (6 – 6 férfi)
- Spanyolország (ESP) (7 – 7 férfi)
- Svájc (SUI) (7 – 7 férfi)
- Svédország (SWE) (81 – 78 férfi, 3 nő)
- Új-Zéland (NZL) (21 – 20 férfi, 1 nő)
- Uruguay (URU) (2 – 2 férfi)

## Olimpiai sportágak
| Versenyszámok az 1932. évi nyári olimpiai játékokon |        |        |        |        |        |       |          |
| Sportág, szakág                                     | Egyéni | Egyéni | Csapat | Csapat | Csapat | nyílt |          |
| Sportág, szakág                                     | férfi  | női    | férfi  | női    | vegyes | nyílt | összesen |
| atlétika                                            | 21     | 5      | 2      | 1      | 0      | 0     | 29       |
| birkózás                                            | 14     | 0      | 0      | 0      | 0      | 0     | 14       |
| evezés                                              | 1      | 0      | 6      | 0      | 0      | 0     | 7        |
| gyeplabda                                           | 0      | 0      | 1      | 0      | 0      | 0     | 1        |
| kerékpározás                                        | 3      | 0      | 4      | 0      | 0      | 0     | 7        |
| lovaglás                                            | 3      | 0      | 3      | 0      | 0      | 0     | 6        |
| műugrás                                             | 2      | 2      | 0      | 0      | 0      | 0     | 4        |
| művészeti versenyek                                 | 0      | 0      | 0      | 0      | 0      | 9     | 9        |
| ökölvívás                                           | 8      | 0      | 0      | 0      | 0      | 0     | 8        |
| öttusa                                              | 1      | 0      | 0      | 0      | 0      | 0     | 1        |
| súlyemelés                                          | 5      | 0      | 0      | 0      | 0      | 0     | 5        |
| torna                                               | 10     | 0      | 1      | 0      | 0      | 0     | 11       |
| úszás                                               | 5      | 4      | 1      | 1      | 0      | 0     | 11       |
| vitorlázás                                          | 1      | 0      | 3      | 0      | 0      | 0     | 4        |
| vívás                                               | 3      | 1      | 3      | 0      | 0      | 0     | 7        |
| vízilabda                                           | 0      | 0      | 1      | 0      | 0      | 0     | 1        |
|                                                     |        |        |        |        |        |       |          |
| Összesen                                            | 79     | 12     | 25     | 2      | 0      | 9     | 127      |

## Éremtáblázat
| Az 1932. évi nyári olimpiai játékok éremtáblázatának első tíz helyezettje | Az 1932. évi nyári olimpiai játékok éremtáblázatának első tíz helyezettje | Az 1932. évi nyári olimpiai játékok éremtáblázatának első tíz helyezettje | Az 1932. évi nyári olimpiai játékok éremtáblázatának első tíz helyezettje | Az 1932. évi nyári olimpiai játékok éremtáblázatának első tíz helyezettje | Olimpia  |
| ------------------------------------------------------------------------- | ------------------------------------------------------------------------- | ------------------------------------------------------------------------- | ------------------------------------------------------------------------- | ------------------------------------------------------------------------- | -------- |
|                                                                           | Ország                                                                    | Arany                                                                     | Ezüst                                                                     | Bronz                                                                     | Összesen |
| 1.                                                                        | Egyesült Államok (USA)                                                    | 41                                                                        | 32                                                                        | 30                                                                        | 103      |
| 2.                                                                        | Olaszország (ITA)                                                         | 12                                                                        | 12                                                                        | 12                                                                        | 36       |
| 3.                                                                        | Franciaország (FRA)                                                       | 10                                                                        | 5                                                                         | 4                                                                         | 19       |
| 4.                                                                        | Svédország (SWE)                                                          | 9                                                                         | 5                                                                         | 9                                                                         | 23       |
| 5.                                                                        | Japán (JPN)                                                               | 7                                                                         | 7                                                                         | 4                                                                         | 18       |
| 6.                                                                        | Magyarország (HUN)                                                        | 6                                                                         | 4                                                                         | 5                                                                         | 15       |
| 7.                                                                        | Finnország (FIN)                                                          | 5                                                                         | 8                                                                         | 12                                                                        | 25       |
| 8.                                                                        | Nagy-Britannia (GBR)                                                      | 4                                                                         | 7                                                                         | 5                                                                         | 16       |
| 9.                                                                        | Németország (GER)                                                         | 3                                                                         | 12                                                                        | 5                                                                         | 20       |
| 10.                                                                       | Ausztrália (AUS)                                                          | 3                                                                         | 1                                                                         | 1                                                                         | 5        |
|                                                                           |                                                                           |                                                                           |                                                                           |                                                                           |          |
| Összesen                                                                  | Összesen                                                                  | 116                                                                       | 116                                                                       | 114                                                                       | 346      |

## Magyar részvétel
A gazdasági válság és a nagy távolság ellenére negyvenhét sportoló képviselte Magyarország-ot. A megnyitóünnepségen a magyar zászlót Bácsalmási Péter atléta vitte. A legeredményesebb magyarországi sportoló Pelle István tornász volt, aki két arany- és két ezüstérmet szerzett. Rajta kívül többszörös olimpiai bajnok lett még Piller György kardvívó. A részt vevő magyarországi sportolók névsorát lásd az 1932. évi nyári olimpia magyarországi résztvevőinek listája szócikkben.
Ezen az olimpián született a magyar tornasport és a magyar vízilabdasport első bajnoki címe és ez volt az első olimpiai részvétele Gerevich Aladár vívónak, aki később a legeredményesebb magyar olimpikon lett.
A magyarországi sportolók kilenc sportágban, illetve szakágban összesen száztizenegy olimpiai pontot szereztek. Ez harmincegy ponttal több, mint az előző, amszterdami olimpián elért eredmény.